# Sumapaz páramo
Sumapaz páramo (špansko Páramo de Sumapaz - kar pomeni "popolnoma mirno barje") je velik ekosistem páramo v gorovju Altiplano Cundiboyacense, ki velja za največji páramo ekosistem na svetu. Leta 1977 je bil razglašen za narodni park Kolumbije zaradi njegovega pomena kot žarišča biotske raznovrstnosti in glavnega vira vode za najbolj gosto poseljeno območje države, Savano Bogotá.

## Zgodovina
Sumapaz páramo je veljal za sveto mesto za avtohtono ljudstvo Muisca. Povezano je bilo z božanskimi silami stvarstva in izvorom človeštva, domeno kamor ljudje ne bi smeli vstopiti.
V 16. stoletju je nemški pustolovec in konkvistador Nikolaus Federmann vodil odpravo, ki je prečkala Sumapaz in iskal mitski zaklad El Dorado, s hudimi žrtvami, kjer so moški, tako Španci kot domorodci in konji umirali zaradi mraza. Španci so kraj poimenovali País de la Niebla (dežela megle) zaradi gostih oblakov pri tleh, z močno zmanjšano vidljivostjo.
Leta 1783 je José Celestino Mutis vodil botanično odpravo z namenom preučevanja flore in favne regije. Vendar pa páramo ni bil obiskan zaradi težkih podnebnih razmer. Nemški naravoslovec Alexander von Humboldt je leta 1799 prvi opisal páramo in lokalne rastline.  Opisal je tudi prisotnost ledeniških dolin in povezal geološke značilnosti regije ter jih primerjal s tistimi, ki jih vidimo v geomorfologiji Alp.
V začetku 20. stoletja je španski naravoslovec José Cuatrecasas opravil pomembne raziskave o páramu in drevesnih vrstah. Drugi znanstveniki, ki so opisovali in preučevali Sumapaz páramo, sta bila Ernesto Guhl, ki je opravil dolgotrajno 3-desetletno raziskavo zelenjavnih skupnosti in Thomas van der Hammen.

## Geografija
Sumapaz páramo ima negostoljubno, hladno podnebje s povprečnimi temperaturami pod 10 °C (v razponu od −10 °C do 17 °C) s hitrimi spremembami iz kratkih obdobij toplega podnebja do zmrzali. Povprečna nadmorska višina niha med 3500 in 4000 m.  Najvišja točka je vrh Nevado del Sumapaz (4306 m nadmorske višine). Padavin je približno 700–1000 mm / leto. Deževna sezona traja skoraj vse leto, razen od decembra do februarja, ko sončna svetloba doseže vrhunec, z intenzivnim ultravijoličnim sevanjem (prilagoditve, kot je bela, steklena obarvanost, pomagajo lokalnim rastlinam preživeti). Vlažnost je običajno visoka (od 50 do 90 %), tla pa ostanejo namočena, prekrita s plitvimi vodnimi telesi in lepljivim blatom, pogosto prekrita z gosto, ravno vegetacijo, ki jo neizkušen obiskovalec težko opazi, z nevarnostjo padca vanje in nevarnost utopitve ali drugih poškodb. Ti kraji se imenujejo "Chupaderos" ali "Chucuas" (drenaže).
Sumapaz leži med porečjem reke Orinoko in porečjem reke Magdalene, dvema glavnima rečnima sistemoma Kolumbije, in zagotavlja pritoke obema. Vsi pritoki reke Sumapaz razen enega izvirajo v páramu. Lega na termalnem ekvatorju ustvarja visoke količine padavin, ki skupaj s svojo endemično floro, ki uravnava vlago v tleh in deluje kot spužva za deževnico, prispeva k visoki količini površinske vode in njeni vlogi kot vir vodnih rezervoarjev.

## Geologija
Vzhodni del Sumapaza sestavljajo devonske metamorfne kamnite formacije, s konfiguracijo prelomnih škarp in alpske pokrajine. Zahodni del sestavljajo oligocenske sedimentne kamnine z mehkejšimi površinami. Različne stopnje kvartarne poledenitve so pustile veliko ledeniških ostankov in ledeniških jezer, kot je jezero Chisaca. Med zadnjim ledeniškim maksimumom je ledeniško gibanje ledenih plošč skozi dolino Tunjuelo doseglo vse do okrožja Usme (danes del Bogote).

## Tla
Tla te regije so kisla, grobozrnata, z visoko prepustnostjo, ki spodbuja tvorbo podzemne vode v vodonosnikih. Sestava tal in nizke temperature prispevajo k nizki količini humusa in slabemu razkroju organske snovi, zaradi česar so ta tla v veliki meri neprimerna za kmetijstvo.

## Rastlinstvo
Na območju je več kot 200 vrst višjih rastlin avtohtonih, [7] z veliko količino endemizmov. Najbolj reprezentativne rastline na tem območju so Espeletias (rod trajnih grmovnic iz družine sončnic). Tukaj je opisanih več vrst, najpogostejša je Espeletia grandiflora Humb. & Bonpl. Največja je Espeletia uribei Cuatrec., z osebki do 12 metrov višine, druge vrste so: Espeletia algodonosa Aristeg, Espeletia banksiifolia Sch.Bip. & Ettingsh. ex Wedd, Espeletia cuatrecasasii Ruíz-Terán & López-Fig, Espeletia formosa S.Díaz & Rodr.-Cabeza, Espeletia glossophylla Mattf, Espeletia killipii Cuatrec, Espeletia picnophyla Cuatrec, Espeletia schultzii (Benth.) W.M. Curtis in Espeletia curialensis Cuatrec. Sphagnum mah pokriva široka območja Sumapaza, kar poveča sposobnost tal za zadrževanje vode in hranil s povečanjem kapilarnih sil in sposobnosti izmenjave kationov. Na območjih kanjonov sta prevladujoči vrsti encenillo in tibouchina. Evropska rastlina rdeči naprstec (Digitalis purpurea) je vnesena vrsta, način njenega vnosa, namerno ali po naključju, ni znan.

## Živalstvo
Ogroženi medved očalar (Tremarctos ornatus) živi v Sumapazu, njegov glavni vir hrane so plodovi Puya boyacana in stebla rastline Espeletia (znana kot caulirosule). Druge opisane živali so: mali rdeči jelen (Mazama rufina), tapir, nosati medved (coati), planinski orel, hudourniška raca (Merganetta armata), rumenokljuna raca Páramo (Anas georgica). V vodna telesa vnesena vrsta je šarenka.
- Monnina salicifolia
- Hypericum myricariifolium
- Blazina iz mahu ‘’sphagnum’’
- Medved očalar

## Socialno-ekonomska vprašanja
Čeprav so tla in podnebje neugodna za kmetijstvo in druge gospodarske dejavnosti, v Sumapaz páramo obstajajo človeška naselja, vključno z vasmi San Juan de Sumapaz, Nazareth, Santa Rosa in El Hato (samo prvi dve imata dostop po cesti) z okoli 1200 družinami, večina od njih živi pod pragom revščine, z manj kot 1,25 $ na dan, brez šol in sanitarij. Posledično kmetje pogosto vdrejo v zavarovano območje, da bi pridelovali krompir. Naravna gozdna meja je močno spremenjena zaradi človekove dejavnosti (sečnja, intenzivna paša), zaradi česar je težko razlikovati med naravnimi in umetnimi travinjami. Na zavarovanem območju živi ali se krmi približno 10.000 glav goveda. Leta 1950 je predsednik Mariano Ospina Pérez kolumbijskim bankam ukazal, naj ne odobrijo posojil, namenjenih gojenju poljščin ali goveda na nadmorskih višinah, višjih od 3500 metrov, kot poskus odvračanja od takšnih dejavnosti.
Nezakonite oborožene skupine, kot sta gverilci FARC (Fuerzas Armadas Revolucionarias de Colombia—Ejército del Pueblo - Revolucionarne oborožene sile Kolumbije - Ljudska vojska) in ELN (Ejército de Liberación Nacional - narodnoosvobodilna vojska), so to območje v zadnjih letih uporabljale kot koridor za prevoz žrtev ugrabitev, preprodajo orožja in mamil. Kolumbijska vlada je v skladu z demokratično varnostno politiko leta 2002 ustanovila center vojaških operacij: vojaško bazo generala Antonia Arredonda, s čimer je dosegla umik ilegalnih sil. Vendar pa je prisotnost kolumbijske vojske povzročila polemiko o vplivu na okolje, z domnevnim uničenjem frailejones (Espeletia), katerih liste naj bi vojaki nabirali za izdelavo osnovnih vzmetnic za spanje.